# Can-linn
A Can-linn egy ír együttes, akik Kasey Smithszel Írországot képviselték a 2014-es Eurovíziós Dalfesztiválon, a dán fővárosban, Koppenhágában. Versenydaluk a Heartbeat (magyarul: Szívverés) volt.

## Karrier

### 2014-es Eurovíziós Dalfesztivál
2014. február 28-án Kasey Smith énekesnővel közösen megnyerték az Eurosongot, az írországi eurovíziós válogatóversenyt, így a 2014-es Eurovíziós Dalfesztiválon, Koppenhágában ők képviselhették hazájukat.
2014. május 8-án, a dalfesztivál második elődöntőjében léptek fel, ahol nem sikerült továbbjutniuk a döntőbe.